# 内田義彦
内田 義彦（うちだ よしひこ、1913年2月25日 - 1989年3月18日）は、日本の経済学者である。
愛知県名古屋市生まれ。専攻は経済学史、社会思想史。アダム・スミス、カール・マルクスと、近代日本思想史の研究で知られる。著書『社会認識の歩み』で、歴史認識と現代認識の関係、理念とハウ・トゥの関係、本の読み方について、を論じて、日本における社会科学の進展も交え考察している。
1954年8月16日に学位論文『経済学の生誕』で、専修大学から経済学博士の学位を受ける。

## 略歴
- 1913年2月25日、愛知県に生まれる
- 1931年3月、甲南高等学校尋常科（旧制甲南中学校・高等学校）卒業
- 1934年3月、甲南高等学校文科甲類卒業
- 1939年3月、東京帝国大学経済学部経済学科卒業
- 1939年4月、東京帝国大学大学院入学（1940年3月、退学）
- 1940年4月、東亜研究所員（1942年12月、辞任）
- 1943年1月、東京帝国大学嘱託（世界経済研究室勤務）（1945年8月に依願解嘱）
- 1945年4月、逓信省無線講習所講師
- 1946年
  - 4月、紅陵大学講師（1947年3月辞任）
  - 10月、専修大学経済学部（旧制）助教授
- 1947年9月、専修大学経済学部（旧制）教授
- 1949年4月、専修大学商経学部（新制）教授
- 1957年4月1日 - 1959年3月31日、専修大学商経学部長
- 1963年4月1日、専修大学経済学部教授
- 1967年4月 - 1981年3月、専修大学大学院経済学研究科主任
- 1983年3月31日、専修大学を退職

## 著書
- 『経済学の生誕』未來社、1953年、新装版1994年
- 『経済学史講義』未來社、1961年、新装版2015年
- 『資本論の世界』岩波新書、1966年
- 『日本資本主義の思想像』岩波書店、1967年。毎日出版文化賞受賞
- 『社会認識の歩み』岩波新書、1971年
- 『学問への散策』岩波書店、1974年
- 『作品としての社会科学』岩波書店、1981年、同時代ライブラリー、1992年。大佛次郎賞受賞
- 『「作品」への遍歴 大佛次郎賞受賞記念講演』時潮社、1982年。専修大学社会科学研究所編・ブックレット
- 『読書と社会科学』岩波新書、1985年
- 『形の発見』藤原書店、1992年、改訂新版2013年 ISBN 4894349442。主に講演・対話集
- 『学問と芸術』山田鋭夫編・解説、藤原書店、2009年 ISBN 489434680X

### 著作集
- 『内田義彦著作集』岩波書店 全10巻、1988-89年

1 経済学の生誕
2 経済学史講義
3 経済学史・思想史研究
4 社会認識の歩み・資本論の世界
5 日本資本主義の思想像
6 学問への散策　散策もう一度
7 対談への試み
8 作品としての社会科学
9 読書と社会科学
10 歩みの跡
補巻 時代と学問。野沢敏治・酒井進編、2002年、全巻総索引付
- 『内田義彦セレクション』藤原書店 全4巻、2000-2001年
  - 『生きること学ぶこと――なぜ「学ぶ」のか？　どのように「生きる」か？』新装版2004年、2013年、ISBN 9784894349452
  - 『ことばと音、そして身体――芸術を学問と切り離さず、学問と芸術の総合される場を創出』対談集。ISBN 9784894341906
  - 『ことばと社会科学――どうすれば哲学をふり回さずに事物を深く捕捉し表現しうるか？』ISBN 9784894341999
  - 『「日本」を考える――普遍性をもふくめた真の「特殊性」を追究する独自の日本論』ISBN 9784894342347

### 共編著
- 『古典経済学研究 上巻』編 未来社 1957
- 『経済学入門』都留重人・末永隆甫共編 東京出版 1958
- 『資本主義の思想構造』小林昇共編 岩波書店 1968
- 『内田義彦対談集 読むということ』筑摩書房 1971、増補版1979
- 『近代日本思想大系 18 河上肇集』編集・解説 筑摩書房 1977
- 『言葉と科学と音楽と』谷川俊太郎と対話、藤原書店 2008

## 研究評伝
- 鈴木信雄『内田義彦論　ひとつの戦後思想史』日本経済評論社、2010年
- 『内田義彦の世界　生命・芸術そして学問』藤原書店、2014年
- 野沢敏治『内田義彦　日本のスミスを求めて』社会評論社、2016年
- 山田鋭夫『内田義彦の学問』藤原書店、2020年